# Leichtathletik-Europameisterschaften 1958/100 m der Männer

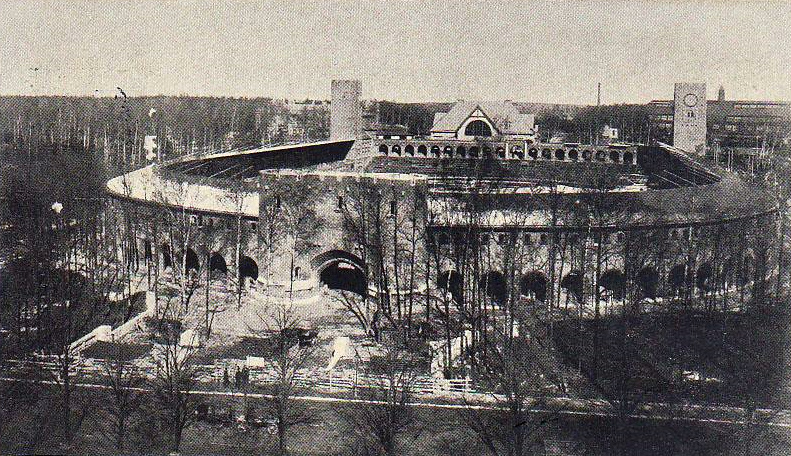
Ansichtskarte des Stockholmer Olympiastadions aus dem Jahr 1912

Der 100-Meter-Lauf der Männer bei den Leichtathletik-Europameisterschaften 1958 wurde am 19. und 20. August 1958 im Stockholmer Olympiastadion ausgetragen.
In diesem Wettbewerb gab es einen Doppelsieg für die deutschen Sprinter. Europameister wurde Armin Hary vor Manfred Germar. Bronze ging an den Briten Peter Radford.

## Rekorde

### Bestehende Rekorde
| Weltrekord           | 10,1 s | Willie Williams | West-Berlin, BR Deutschland (heute Deutschland) | 3. August 1956    |
| Weltrekord           | 10,1 s | Ira Murchison   | West-Berlin, BR Deutschland (heute Deutschland) | 4. August 1956    |
| Weltrekord           | 10,1 s | Leamon King     | Ontario, Kanada                                 | 20. Oktober 1956  |
| Weltrekord           | 10,1 s | Leamon King     | Santa Ana, USA                                  | 27. Oktober 1956  |
| Europarekord         | 10,2 s | McDonald Bailey | Belgrad, Jugoslawien (heute Serbien)            | 25. August 1951   |
| Europarekord         | 10,2 s | Heinz Fütterer  | Yokohama, Japan                                 | 31. Oktober 1954  |
| Europarekord         | 10,2 s | Manfred Germar  | Köln, BR Deutschland (heute Deutschland)        | 31. Juli 1957     |
| Europarekord         | 10,2 s | Manfred Germar  | Budapest, Ungarn                                | 12. Oktober 1957  |
| Europarekord         | 10,2 s | Heinz Fütterer  | Hannover, BR Deutschland (heute Deutschland)    | 20. Juli 1958     |
| Europarekord         | 10,2 s | Armin Hary      | Hannover, BR Deutschland (heute Deutschland)    | 20. Juli 1958     |
| Europarekord         | 10,2 s | Manfred Germar  | Hannover, BR Deutschland (heute Deutschland)    | 20. Juli 1958     |
| Europarekord         | 10,2 s | Armin Hary      | Hannover, BR Deutschland (heute Deutschland)    | 20. Juli 1958     |
| Meisterschaftsrekord | 10,4 s | Orazio Mariani  | EM Paris, Frankreich                            | 3. September 1938 |
| Meisterschaftsrekord | 10,4 s | Wil van Beveren | EM Paris, Frankreich                            | 3. September 1938 |

### Rekordegalisierungen / -verbesserung
Offiziell galten damals die handgestoppten Zeiten. Danach wurde der mit 10,4 s bestehende EM-Rekord bei diesen Europameisterschaften viermal eingestellt:
- Jocelyn Delecour, Frankreich – erster Vorlauf am 19. August bei einem Rückenwind von 1,0 m/s
- Armin Hary, Deutschland – Finale am 20. August bei einem Rückenwind von 1,5 m/s
- Manfred Germar, Deutschland – Finale am 20. August bei einem Rückenwind von 1,5 m/s
- Peter Radford, Großbritannien – Finale am 20. August bei einem Rückenwind von 1,5 m/s

Die elektronisch gestoppte Siegerzeit des Europameisters Armin Hary vom Finale mit 10,35 s, war als neuer Meisterschaftsrekord inoffiziell.

## Vorrunde
19. August 1958, 15.10 Uhr und 17.40 Uhr
Die Vorrunde wurde in sechs Läufen durchgeführt. Die ersten drei Athleten pro Lauf – hellblau unterlegt – qualifizierten sich für das Halbfinale.

### Vorlauf 1
Wind: +1,1 m/s
| Platz | Name                  | Nation       | Zeit (s) |
| ----- | --------------------- | ------------ | -------- |
| 1     | Manfred Germar        | Deutschland  | 10,9     |
| 2     | Livio Berruti         | Italien      | 10,9     |
| 3     | Sven-Olof Westlund    | Schweden     | 11,0     |
| 4     | Nikolaos Georgopoulos | Griechenland | 11,1     |
| 5     | Hans Wehrli-Frei      | Schweiz      | 11,4     |

### Vorlauf 2
Wind: +0,3 m/s
| Platz | Name               | Nation         | Zeit (s) |
| ----- | ------------------ | -------------- | -------- |
| 1     | Bjørn Nilsen       | Norwegen       | 10,8     |
| 2     | Heinz Müller       | Schweiz        | 10,8     |
| 3     | Roy Sandstrom      | Großbritannien | 10,8     |
| 4     | Jacques Vercruysse | Belgien        | 10,9     |
| 5     | Edward Szmidt      | Polen          | 11,0     |

### Vorlauf 3
Wind: +0,5 m/s
| Platz | Name              | Nation           | Zeit (s) |
| ----- | ----------------- | ---------------- | -------- |
| 1     | Peter Radford     | Großbritannien   | 10,6     |
| 2     | Marian Foik       | Polen            | 10,8     |
| 3     | Mikhail Bachvarov | Bulgarien        | 11,0     |
| 4     | Václav Janeček    | Tschechoslowakei | 11,1     |
| 5     | Aydin Onur        | Türkei           | 11,3     |

### Vorlauf 4
Wind: +1,0 m/s
| Platz | Name                  | Nation     | Zeit (s) |
| ----- | --------------------- | ---------- | -------- |
| 1     | Jocelyn Delecour      | Frankreich | 10,4 CRe |
| 2     | Björn Malmroos        | Schweden   | 10,8     |
| 3     | Salvatore Giannone    | Italien    | 10,8     |
| 4     | Sándor Jakabfy        | Ungarn     | 10,9     |
| 5     | Richard Schwarzgruber | Österreich | 11,1     |

### Vorlauf 5
Wind: +2,0 m/s
| Platz | Name                | Nation           | Zeit (s) |
| ----- | ------------------- | ---------------- | -------- |
| 1     | Leonid Bartenew     | Sowjetunion      | 11,0     |
| 2     | Béla Goldoványi     | Ungarn           | 11,1     |
| 3     | Jan Stesso          | Tschechoslowakei | 11,2     |
| 4     | Hilmar Þorbjörnsson | Island           | 11,3     |
| 5     | Peter Rasmussen     | Dänemark         | 11,3     |

### Vorlauf 6
Wind: +1,3 m/s
| Platz | Name                | Nation      | Zeit (s) |
| ----- | ------------------- | ----------- | -------- |
| 1     | Armin Hary          | Deutschland | 10,7     |
| 2     | Juri Konowalow      | Sowjetunion | 10,7     |
| 3     | Constantin Lissenko | Frankreich  | 10,9     |
| 4     | Adolf Huber         | Österreich  | 11,0     |

## Halbfinale
20. August 1958, 15.00 Uhr
In den drei Halbfinalläufen qualifizierten sich die jeweils ersten beiden Athleten – hellblau unterlegt – für das Finale.

### Lauf 1

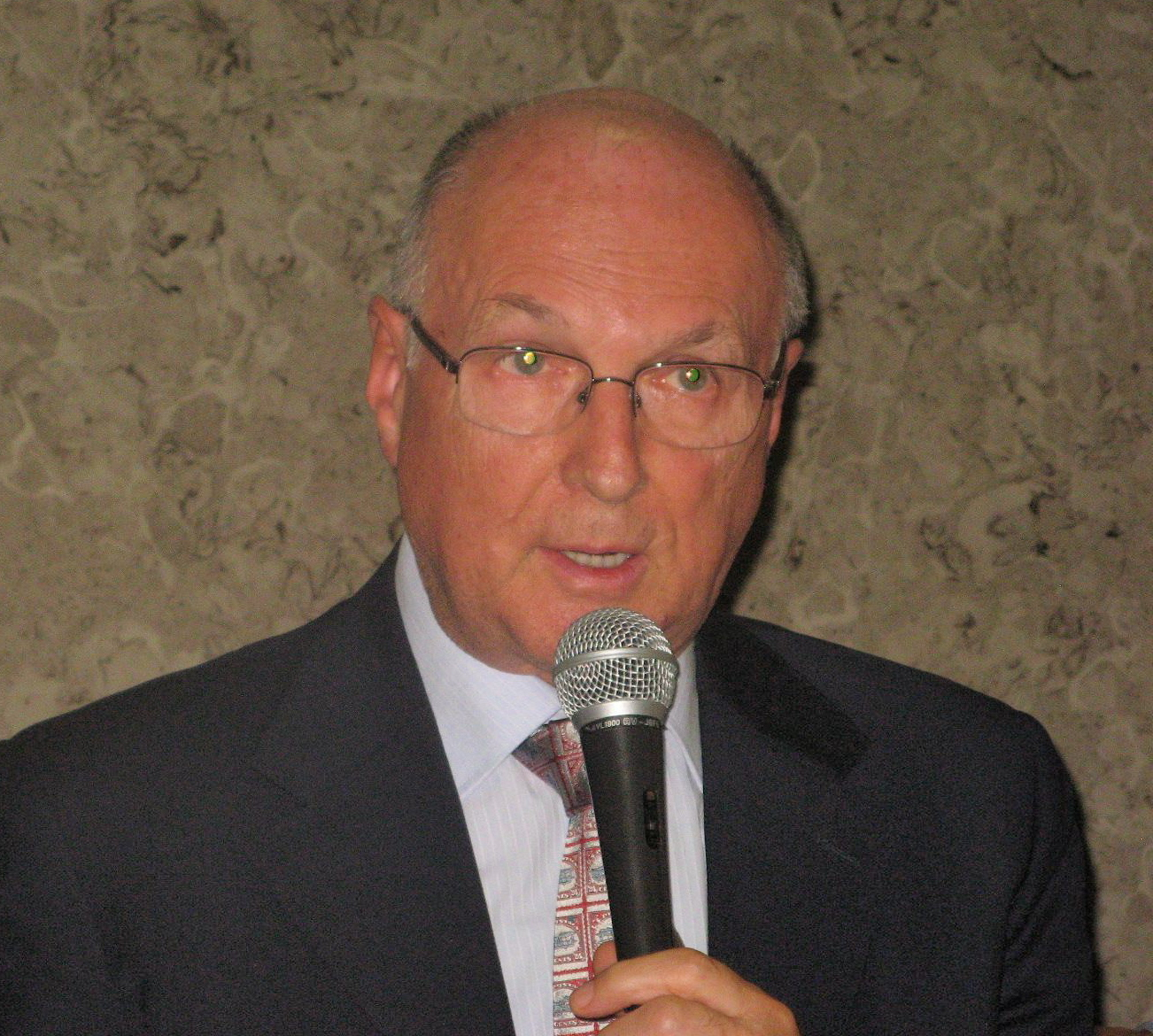
Livio Berruti (hier im Jahr 2011), zwei Jahre später Olympiasieger über 200 Meter, schied als Vierter seines Halbfinallaufs aus

Wind: +0,6 m/s
| Platz | Name               | Nation     | Zeit (s) |
| ----- | ------------------ | ---------- | -------- |
| 1     | Jocelyn Delecour   | Frankreich | 10,5     |
| 2     | Marian Foik        | Polen      | 10,7     |
| 3     | Bjørn Nilsen       | Norwegen   | 10,8     |
| 4     | Livio Berruti      | Italien    | 10,8     |
| 5     | Heinz Müller       | Schweiz    | 10,9     |
| 6     | Sven-Olof Westlund | Schweden   | 11,0     |

### Lauf 2
Wind: +1,2 m/s
| Platz | Name                | Nation           | Zeit (s) |
| ----- | ------------------- | ---------------- | -------- |
| 1     | Peter Radford       | Großbritannien   | 10,5     |
| 2     | Armin Hary          | Deutschland      | 10,6     |
| 3     | Constantin Lissenko | Frankreich       | 10,8     |
| 4     | Leonid Bartenew     | Sowjetunion      | 10,8     |
| 5     | Jan Stesso          | Tschechoslowakei | 11,1     |
| 6     | Salvatore Giannone  | Italien          | 11,1     |

### Lauf 3
Wind: +0,8 m/s
| Platz | Name              | Nation         | Zeit (s) |
| ----- | ----------------- | -------------- | -------- |
| 1     | Manfred Germar    | Deutschland    | 10,5     |
| 2     | Juri Konowalow    | Sowjetunion    | 10,6     |
| 3     | Roy Sandstrom     | Großbritannien | 10,7     |
| 4     | Béla Goldoványi   | Ungarn         | 10,7     |
| 5     | Björn Malmroos    | Schweden       | 10,8     |
| 6     | Mikhail Bachvarov | Bulgarien      | 10,8     |

## Finale

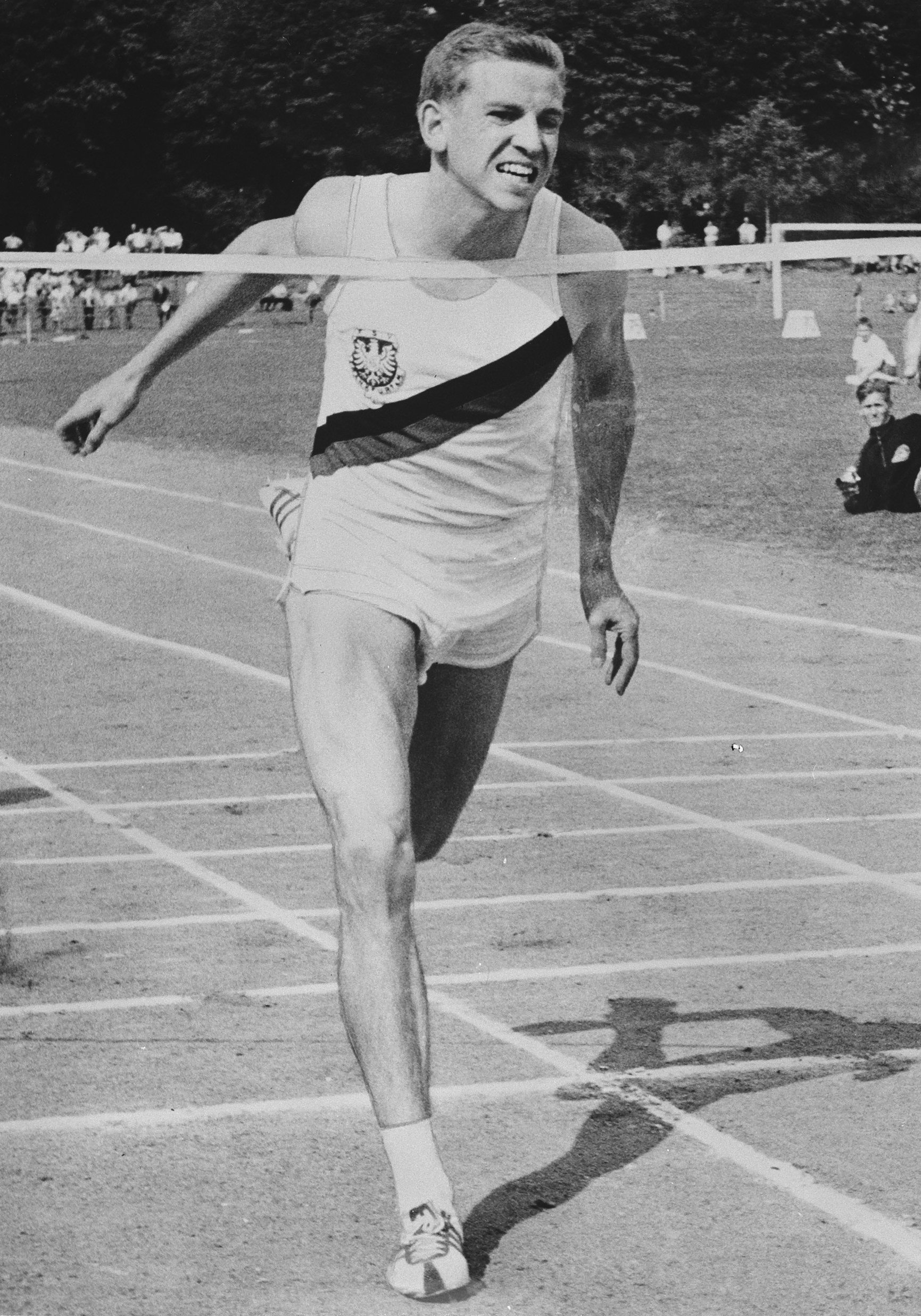
Überraschend wurde Armin Hary – hier im Jahr 1960 – Sprint-Europameister
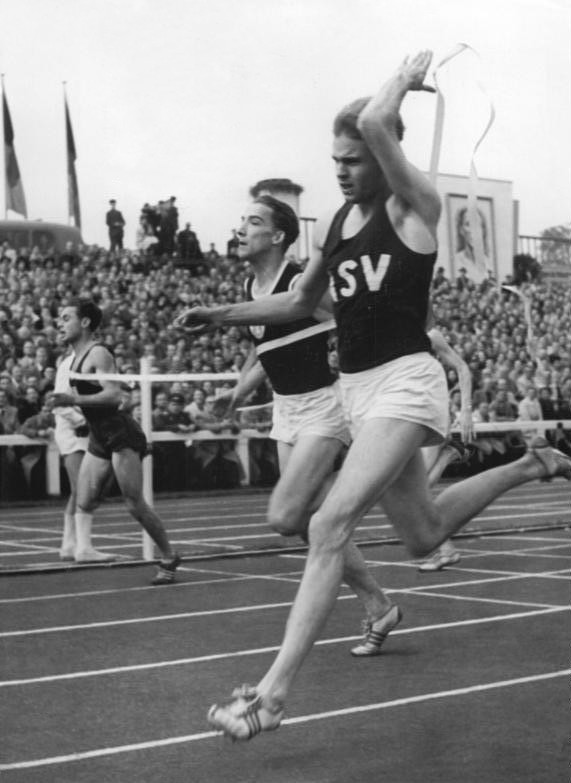
Manfred Germar (rechts) – vor dem Rennen als eigentlicher Favorit gehandelt – wurde Vizeeuropameister und gewann drei Tage darauf den 200-Meter-Lauf
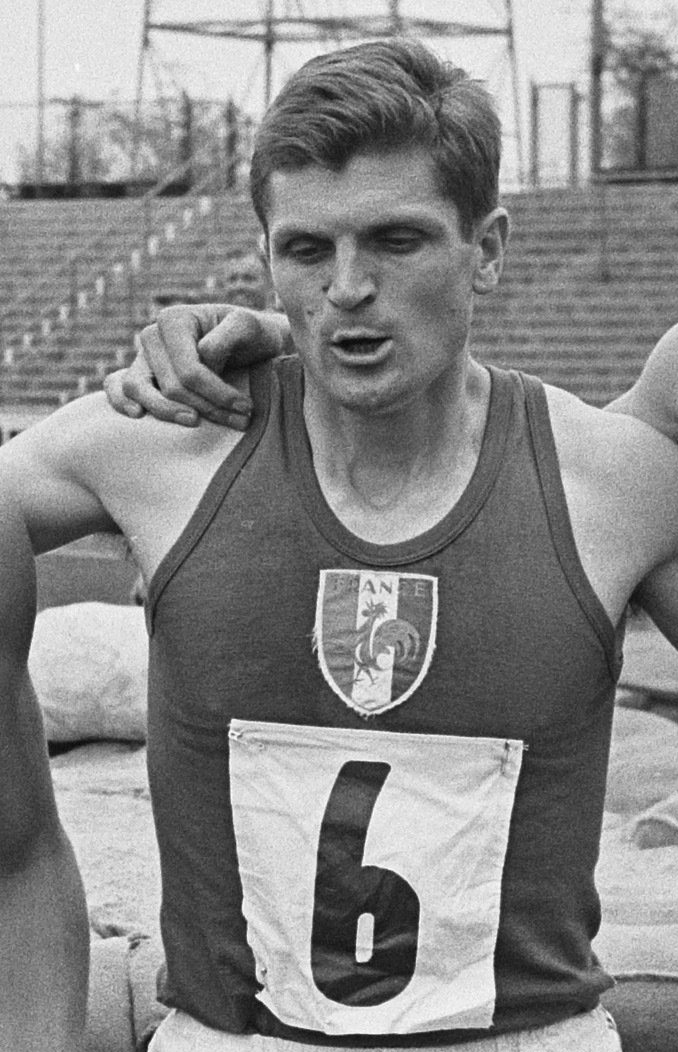
Jocelyn Delecour, der im Vorlauf den EM-Rekord eingestellt hatte, wurde Vierter

20. August 1958, 18.45 Uhr
Wind: +1,5 m/s
| Platz | Name             | Nation         | Zeit (s)  | Zeit (s)     |
| Platz | Name             | Nation         | offiziell | elektronisch |
| ----- | ---------------- | -------------- | --------- | ------------ |
| 1     | Armin Hary       | Deutschland    | 10,4 CRe  | 10,35 CR     |
| 2     | Manfred Germar   | Deutschland    | 10,4 CRe  | k. A.000     |
| 3     | Peter Radford    | Großbritannien | 10,4 CRe  | k. A.000     |
| 4     | Jocelyn Delecour | Frankreich     | 10,50000  | k. A.000     |
| 5     | Juri Konowalow   | Sowjetunion    | 10,70000  | k. A.000     |
| 6     | Marian Foik      | Polen          | 10,90000  | k. A.000     |

Offiziell ging für den Sieger Armin Hary damals der handgestoppte Wert von 10,4 s in die Ergebnisliste ein. Damit stellte Hary den von dem Italiener Orazio Mariani und Niederländer Wil van Beveren gehaltenen Europameisterschaftsrekord aus dem Jahr 1938 ebenso ein wie die beiden zweit- und drittplatzierten Manfred Germar und Peter Radford.

Harys Siegerzeit aus dem Finale, elektronisch gestoppt mit 10,35 s, war als neuer Meisterschaftsrekord inoffiziell.